# Quyền LGBT ở Bhutan
Quyền đồng tính nữ, đồng tính nam, song tính và chuyển giới ở Bhutan có thể phải đối mặt với những thách thức pháp lý mà những người không phải là người LGBT phải đối mặt. Đồng tính luyến ái là bất hợp pháp ở Bhutan. Bộ luật Hình sự (điều 213 và 214) quy định rằng các hành vi tình dục đồng giới (bất kể họ có đồng thuận hay thực hiện riêng tư) đều bị phạt tù từ một tháng đến dưới một năm.
Người LGBT ở Bhutan phải đối mặt với ít bạo lực hoặc đàn áp, mặc dù hầu hết người Bhutan không biết họ thậm chí còn tồn tại với ý tưởng là người đồng tính hoặc chuyển giới "khá nhiều chưa từng thấy". Trong những năm gần đây, do Bhutan mở cửa nhiều hơn với thế giới bên ngoài, người LGBT của Bhutan đã bắt đầu công khai và thành lập các cửa hàng hữu hình cho cộng đồng LGBT. Như vậy, thái độ của người dân nói chung đang thay đổi.

## Bảng tóm tắt
| Hoạt động tình dục đồng giới hợp pháp                                                                                       | (Không bao giờ thực thi) |
| Độ tuổi đồng ý | No                       |
| Luật chống phân biệt đối xử chỉ trong việc làm                                                                              | No                       |
| Luật chống phân biệt đối xử trong việc cung cấp hàng hóa và dịch vụ                                                         | No                       |
| Luật chống phân biệt đối xử trong tất cả các lĩnh vực khác (bao gồm phân biệt đối xử gián tiếp, ngôn từ kích động thù địch) | No                       |
| Hôn nhân đồng giới | No                       |
| Công nhận các cặp đồng giới                                                                                                 | No                       |
| Con nuôi của các cặp vợ chồng đồng giới                                                                                     | No                       |
| Con nuôi chung của các cặp đồng giới                                                                                        | No                       |
| Người LGBT được phép phục vụ công khai trong quân đội                                                                       |                          |
| Quyền thay đổi giới tính hợp pháp                                                                                           | No                       |
| Truy cập IVF cho đồng tính nữ                                                                                               |                          |
| Mang thai hộ thương mại cho các cặp đồng tính nam                                                                           | No                       |
| NQHN được phép hiến máu | Yes                      |